# 佩兰出版社
佩兰出版社（法語：Éditions Perrin）是法国的一家出版社，成立于1827年。出版社现在主要致力于历史图书的出版，是 Editis 出版公司的子公司。
佩兰出版社现在实际由 Sogedif 运营。出版社的主要竞争对手为伽利玛出版社和弗拉马利翁出版社。

## 历史
保罗·迪迪埃在1827年创立了迪迪埃学术书店。书店在1884年被埃米勒·佩兰买走，并改名为迪迪埃-埃米莉·佩兰学术书店（出版社）。佩兰随后与欧仁·普隆和路易-罗贝尔·努利合伙成立了普隆-努利合伙企业，并在1883年卖出了自己的股份。
出版社最开始的业务是出版法兰西学院的书籍，和学院院士的著作。
从十四世纪开始，出版社开始转向历史类书籍的出版，同时也经营着名人回忆录和小说的出版业务。安德烈·纪德早期的一本作品就是由佩兰出版社在1909年出版的。
在成为佩兰学术书店之后。
从2013年开始，佩兰出版社成为 Sogedif 公司（Editis 的子公司）的一个部门。

## 系列
- Tempus[2]
- Pour l'histoire
- Biographies
- Maîtres de guerre

## 作家
- Colette Beaune
- Jean des Cars
- Alain Decaux
- 勒内·格鲁塞
- François Kersaudy
- Bernard Lecomte
- 弗朗索瓦·莫里亚克
- Jean-Christian Petitfils
- Jean Sévillia
- Augustin Thierry
- Violaine Vanoyeke